# Ковалевський Єгор Петрович
Ковалевський Єгор Петрович (* 1809 або 1811, с. Ярошівка, нині Харківська область, Україна — †2 жовтня 1868, Санкт-Петербург) — український мандрівник, вчений-географ, геолог, археолог та сходознавець, письменник, поет та драматург, науковий та державний діяч часів Російської імперії.

## Родина
Походив з української шляхетської родини Ковалевських. Народився в сім'ї надвірного радника Петра Івановича Ковалевського. Крім Єгора, в родині вже було 5 синів і 4 доньки. Старший із братів, Євграф (згодом, у 1858–1861 рр. — міністр народної освіти), обрав справою свого життя географію і геологію. Перейняв захоплення брата і Єгор. Ковалевські мали репутацію суто патріархального, але привітного та гостинного сімейства, що серйозно ставилася до збереження культурних і наукових традицій свого роду. Двоюрідним дядьком Єгора був Василь Каразін, засновник Харківського університету.

## Життєпис

### Молоді роки
Народився в с. Ярошівка Харківської губернії (тепер село Дергачівського району Харківської області, Україна). Спочатку здобув прекрасну домашню освіту. У 1825 році вступив до Харківського університету, де захопився лекціями П. П. Гулака-Артемовського. У 1828 році блискуче завершив навчання в університеті.
Під впливом брата Євграфа захопився геологією, став відвідувати лекції в Гірському кадетському корпусі. У 1829 році працював у Гірському департаменті.

### Гірничий департамент
У 1830 році Євграфа Ковалевського було відправлено до Барнаула начальником Алтайського гірничого округу. Разом із ним поїхав і молодший брат Єгор як помічник управляючого головного начальства Коливано-Воскресенських заводів. Перебуваючи на Алтаї, Єгор Ковалевський одержав практичний досвід розвідки родовищ золота. У 1831–1832 роках займався пошуком золота на північному Алтаї. Після цього проводив дослідження в Барабинському степу, горах Кузнецького Алатау і Салаїра, на Абаканському хребті, в районі Телецького озера. Відкрив золото у притоках річок Бії та Чумиша. Водночас з працею гірничого інженера захопився літературною діяльністю.
У 1835 році Єгора Ковалевського переводять на Урал. Тут він працював на Березовських золотих покладах як старший доглядач, потім бергмейстер, згодом помічник начальника Златоустовського гірничого округу в званні капітана гірничих військ. Водночас займався навчанням єгипетських інженерів Іси Дашурі та Алі Мухаммеда. За це володар Єгипту Мухаммед Алі подарував Ковалевському табакерку з діамантами. У 1837 році з великим вантажем золота Єгор прибув до Санкт-Петербурга.

### У Чорногорії
Незабаром, виконуючи прохання митрополита Петра  Петровича-НегошаІІ, російський імператор Микола I спрямував Єгора Ковалевського до Чорногорії. Метою експедиції був пошук золота. Для цього царський уряд надав Ковалевському 16 тис. карбованців. Золота там він не знайшов, проте детально описав рельєф країни, її геологічну будову, відкрив багаті родовища залізної руди, мармуроподібних вапняків, марганцю, свинцю, міді, корунду, а також зробив цікаве археологічне відкриття: знайшов руїни Діоклеї, міста часів Римської імперії.
З початком війни Австрії проти Чорногорії очолив загін у 300 осіб, який завдав поразки 4 тисячам австрійців. У відповідь австрійський уряд спрямував протест Миколаю I. Останній позбавив Єгора Ковалевського російського підданства, проте коли розголос вщух, Ковалевського було відновлено в правах.

### У Середній Азії
Наприкінці 1839 року на прохання бухарського еміра Насрулли-хана, Ковалевського за 40 тис. карбованців відправлено до Бухари на пошуки золота. Він приєднався до загонів Василя Перовського, який вирушив у похід проти Хіви. Під час походу потрапив у полон до хівінців, проте зумів втекти до фортеці Ак-булак, де очолив захист від хівінців. Після цього повернувся до Оренбурга, де перезимував. Навесні 1840 року знову вирушив до Бухари, цього разу через Ташкент. Під час перебування в бухарському еміраті відвідав Кашмір і північний Афганістан.

### Карпатські дослідження
По поверненню до Санкт-Петербурга на запрошення Петербурзького товариства з розробки золотоносних покладів у 1843 році вивчав Трансильванські Альпи, перетнув Карпати, здійснив дослідження в Боснії, Герцоговині, Румунії, Болгарії. Згодом відвідав Індію.

### В Африці
У 1847 році на запрошення паші Мухаммеда Алі царський уряд скеровує Єгора Ковалевського до Єгипту на пошуки золота та коштовного каміння. Також отримав завдання уточнити розташування витоків Нілу. У грудні того ж року прибув до м. Олександрії, звідки рушив до Асуану. По дорозі дослідив Бені-Суейф, потім виявив, що Бахр-ель-Юсуф має не штучне походження (як до того вважали), а є одним з рукавів Нілу (потім перетворений на канал). Після цього, обійшовши Асуанські пороги, Ковалевський рушив до Куруску й Абу-Галіда.
1 лютого 1848 року експедиція рушила через Нубійську пустелю, маючи на меті досягнення Хартума. На шляху до нього Ковалевський уточнив гирло правої притоки Нілу — р. Атбара. Після чого рушив до верхів'я Блакитного Нілу, де в селі Ер-Росейрес (на кордоні з Ефіопією) завершив подорож (біля річки Тумат, притоки Блакитного Нілу). Тут Ковалевський займався геологічною розвідкою, знайшовши золото, бурий та магнітний залізняк. Зумів облаштувати фабрику з добування золота.
Щоб виявити взаємне розташування Блакитного і Білого Нілу Ковалевський із загоном 300 осіб здійснив мандрівку до верхів'я річки Тумат, відкривши Туматський кряж, який назвав Миколаївською країною. Згодом дойшов до прикордонної фортеці Дуль, де також відкрив поклади золота, а також сліди давніх розроботок золота, вирішивши, що саме тут знаходилися копальні Соломона. В результаті цієї подорожі спростував теорію, що витоки Білого Нілу розташовані в Ефіопії, зумів суттєво уточнити мапу цього регіону від 25° до 46° сх. д. та від екватора до 15,5° пд. ш. Водночас склав аналіз нільського басейну, зробив опис побуту місцевого населення. На зворотньому шляху відкрив ліву притоку Нілу — Абд.
Як нагороду за діяльність від царського уряду Єгор Ковалевський отримав звання полковника та орден Анни I ступеня, від Єгипту — орден Нішан-ель-Іфтігер. Наприкінці жовтня 1848 року мандрівник повернувся до Російської імперії.

### Китайські мандри
У травні 1849 року Ковалевського відправили з дипломатичною місією до Імперії Цін (Китай). Він повинен був владнати торговельні суперечки та супроводжувати XIII російську духовну місію. Від Російської академії наук отримав також завдання вивчити рослинний і тваринний світ Монголії. Шлях мандрівників полягав з Кяхти до річки Селенга, потім до хребта Тумукей, до Урги (сучасний Улан-Батор), згодом перетнув пустелю Гобі, досягши фортеці Калган. У кінцевому підсумку прибув до Пекіна. Під час цієї подорожі склав опис природи, побуту, звичаїв монголів, історичних пам'яток, зібрав одну з перших в Європі колекцій сортів чаю, гірських порід, а також гербарій (цими дослідженнями згодом користувалися Микола Пржевальський, Григорій Потанін, Петро Козлов).
У Пекіні спорудив і облаштував геомагнітну обсерваторію. Водночас уклав угоду щодо торговельних відносин з Китаєм. Потім повернувся до Санкт-Петербурга.
Влітку 1851 року знову перебував у Китаї. Тепер відвідав Сіньцзян, побував у Кульджі. Тут вів перемовини з місцевим губернатором (Чжан-Цюнем) щодо встановлення торгівлі Російської імперії з Китайською через Кульджу. Зрештою було укладено Кульджинський договір, яким розширено вплив Російської імперії на заході Китаю.

### Кримська війна
У 1853 році перебував у Чорногорії як комісар російської імперії. Сприяв забезпеченню місцевого війська, яке оборонялося від турків. У цей час розпочалася Кримська війна. Ковалевський повертається додому. У березні-травні 1855 року брав участь в обороні Севастополя, за що отримав медаль за відвагу.

### Дипломатична та наукова робота
У 1856 році очолив Азійський департамент Міністерства закордонних справ (на цій посаді перебував до 1861 року). Того ж року став одним із засновників і заступником голови Російського географічного товариства (до 1867 року). Сприяв експедиції Чокана Валіханова.
У 1856 році обраний членом-кореспондентом, а 1857 року почесним членом Санкт-Петербурзької академії наук. У 1861 році отримав звання генерал-лейтенанта Російського корпусу гірничих інженерів.
Єгор Ковалевський, як фундатор і голова Літературного фонду, допомагав письменникам, що були в скруті, а в його петербурзькій квартирі довгий час діяв літературний салон. Ще в молоді роки Єгор Петрович близько зійшовся з Миколою Гоголем, усіляко підтримував Тараса Шевченка після заслання. Єгор Ковалевський багато зробив для визволення з кріпацтва братів і сестер Т. Г. Шевченка. З ним товаришували Лев Толстой, Федір Тютчев та інші відомі особи того часу.
У 1861 році призначається сенатором, стає членом колегії міністерства закордонних справ. Згодом здебільшого займався літературною діяльністю.
У 1868 році вирушив на лікування до Німеччини, однак покращення не настало. Помер Єгор Ковалевський 20 вересня (2 жовтня) 1868 року в Санкт-Петербурзі.

## Літературна діяльність
Доробок Ковалевського складає 5 наукових праць, 9 романів і оповідок, драма у віршах («Марфа-посадниця»), збірка віршів («Сибір. Думи», видано 1832 року).
Найвідомішим є роман «Петербург удень і вночі» (1845 р.). В історико-біографічному творі «Граф Блудов і його час» (1866) автор охарактеризував соціально-політичне життя Росії на початку XIX ст., змалював яскраві портрети історичних діячів того часу.
Найзначущими нарисами та описами є «Чотири місяці в Чорногорії» (1841 рік), «Мандрівник суходолами і морями» (1843–1845 роки), «Подорож до внутрішньої Африки» (1849 рік), «Подорож до Китаю» (1853 рік).

## Пам'ять
У сільському клубі села Ярошівка є кімната-музей, присвячена життю і творчості видатного земляка.